# Echinogorgia pinnata
Echinogorgia pinnata är en korallart som beskrevs av Studer 1878. Echinogorgia pinnata ingår i släktet Echinogorgia och familjen Plexauridae. Inga underarter finns listade i Catalogue of Life.